# منخر (حضرموت)
منخر هي إحدى قرى الجمهورية اليمنية. تتبع جغرافيا لمحافظة حضرموت و إداريًا لمديرية القطن. يبلغ تعداد سكانها 1457 نسمة حسب الإحصاء الذي أجري عام 2004.